# Drahtwälzlager

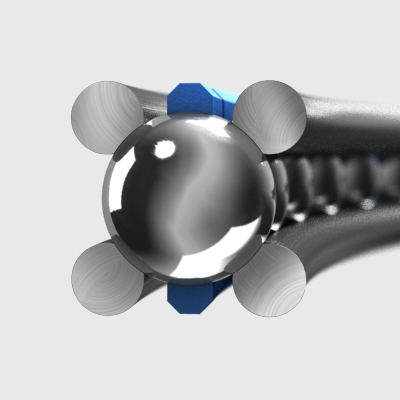
Querschnitt eines Drahtwälzlagers mit jeweils zwei konkav geschliffenen Innen- und Außendrähten. Die mittig sitzenden Kugeln werden zusätzlich vom hier blau gefärbten Käfig geführt.

Drahtwälzlager sind Wälzlager deren Wälzkörper auf vergleichsweise filigranen Laufdrähten laufen, statt von einem breiteren Innen- und Außenring umschlossen zu werden.
Zur Stabilisierung müssen die Laufdrähte in entsprechende Aussparungen bzw. Ausnehmungen der umschließenden Konstruktion eingelegt werden. Als Wälzkörper dienen meist Kugeln oder Rollen, die von einem Käfig positioniert werden. 
Erfunden wurde das Drahtwälzlager 1934 von Erich Franke, Mitgründer der Franke und Heydrich KG, Aalen/Württ. (heute Franke GmbH). Als junger Konstrukteur der Carl-Zeiss-Werke in Jena war Franke bemüht um eine besonders platzsparende Lagerung mit großem Radius für ein optisches Gerät. Die Lagerung musste in die umschließende Konstruktion integriert werden, um sie möglichst kompakt und leicht zu gestalten.

## Bauarten
Als reine Axiallager oder Radiallager bedürfen Drahtwälzlager wenigstens eines Innen- und eines Außenrings. Zur besseren Führung erhalten Lagerdrähte von Kugellagern konkave Laufbahnen. Für spezielle Anwendungen werden auch Varianten mit drei oder mehr Ringen eingesetzt, z. B. um einen Winkelversatz von Innen- und Außenring ausgleichen zu können. Sie werden auch als Schrägkugellager, Schrägrollenlager oder Dreireihige Rollenlager ausgeführt, wobei die Wälzkörper in zwei oder mehreren Reihen aufeinander abrollen.

## Vergleich mit Standard-Kugellager
Drahtwälzlager sind zugleich raumsparend, weisen eine hohe Tragzahl auf und können Kräfte aus allen Richtungen aufnehmen. 
Drahtwälzlager können beispielsweise auch in außen- oder innenverzahnte Kränze von Zahnrädern eingelegt werden.
Durch eine entsprechende Vorrichtung der umgebenden Konstruktion lässt sich bei Drahtwälzlagern der Drehwiderstand bzw. die Vorspannung genau einstellen.
Die Laufdrähte können sich unter Belastung der Lastrichtung anpassen. So lassen sich vor allem bei mehrreihigen Rollenlagern niedrige und gleichmäßige Drehwiderstände auch bei Verformungen der Anschlusskonstruktion und der umschließenden Ringe realisieren. Als Werkstoffe für die Laufdrähte können härtbare, nichtrostende Werkstoffe verwendet werden. 
Neben dem höheren Konstruktionsaufwand kann auch der Montageaufwand beim Einlegen der Laufringe in die umschließende Konstruktion als nachteilig angesehen werden. Eine besondere Sorgfalt ist erforderlich, um eine einwandfreie Funktion zu gewährleisten. Bevorzugt werden einbaufertige Drahtwälzlager verwendet, deren Laufdrähte, Wälzkörper und Käfige bereits in den umschließenden Ringen montiert und die gewünschten Lagerfunktionswerte wie z. B. Vorspannung und Laufgenauigkeiten eingestellt sind.

## Einsatzbeispiele von Drahtwälzlagern
Drahtwälzlager kommen insbesondere dann zum Einsatz, wenn der Einbauraum für eine Lagerung sehr knapp bemessen ist oder eine leichte Bauweise angestrebt wird.

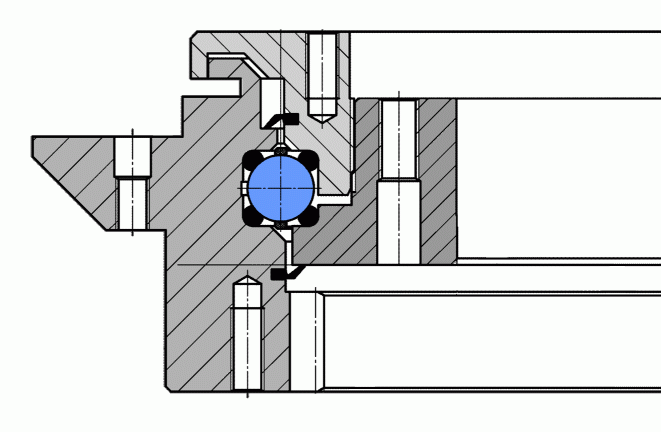
Kugellager mit 4 Laufdrähten, der Drehwiderstand kann mit dem hellgrauen Gewindering eingestellt werden.
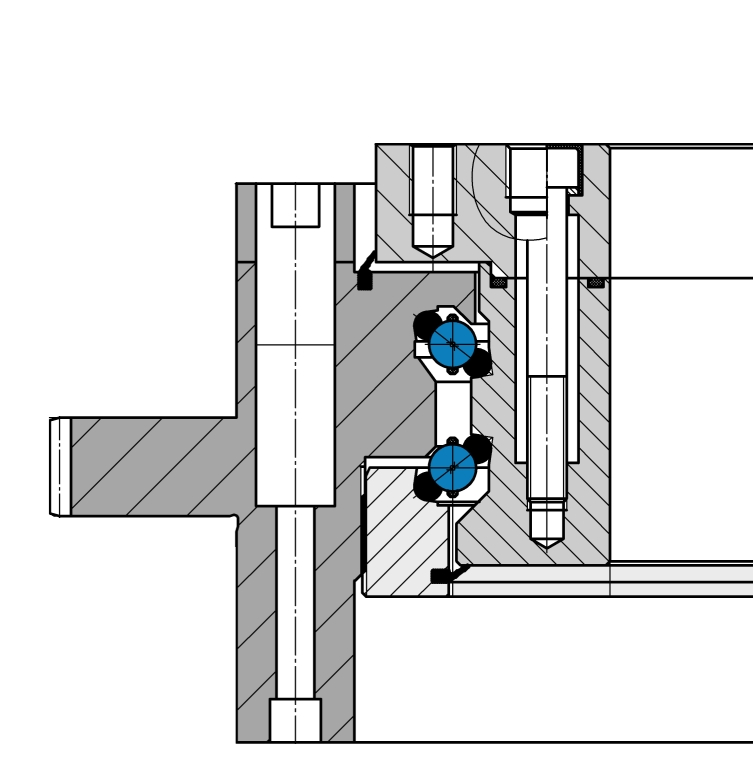
Schrägkugellager werden häufig in Lagerungen für Computertomographen verwendet.
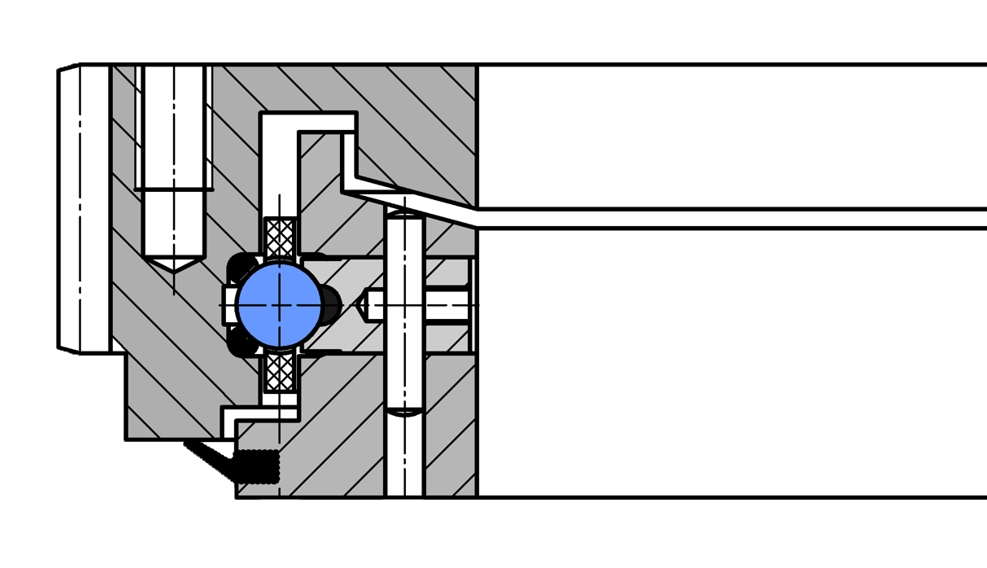
Lager mit drei Laufdrähten können beispielsweise einen Winkelversatz ausgleichen.
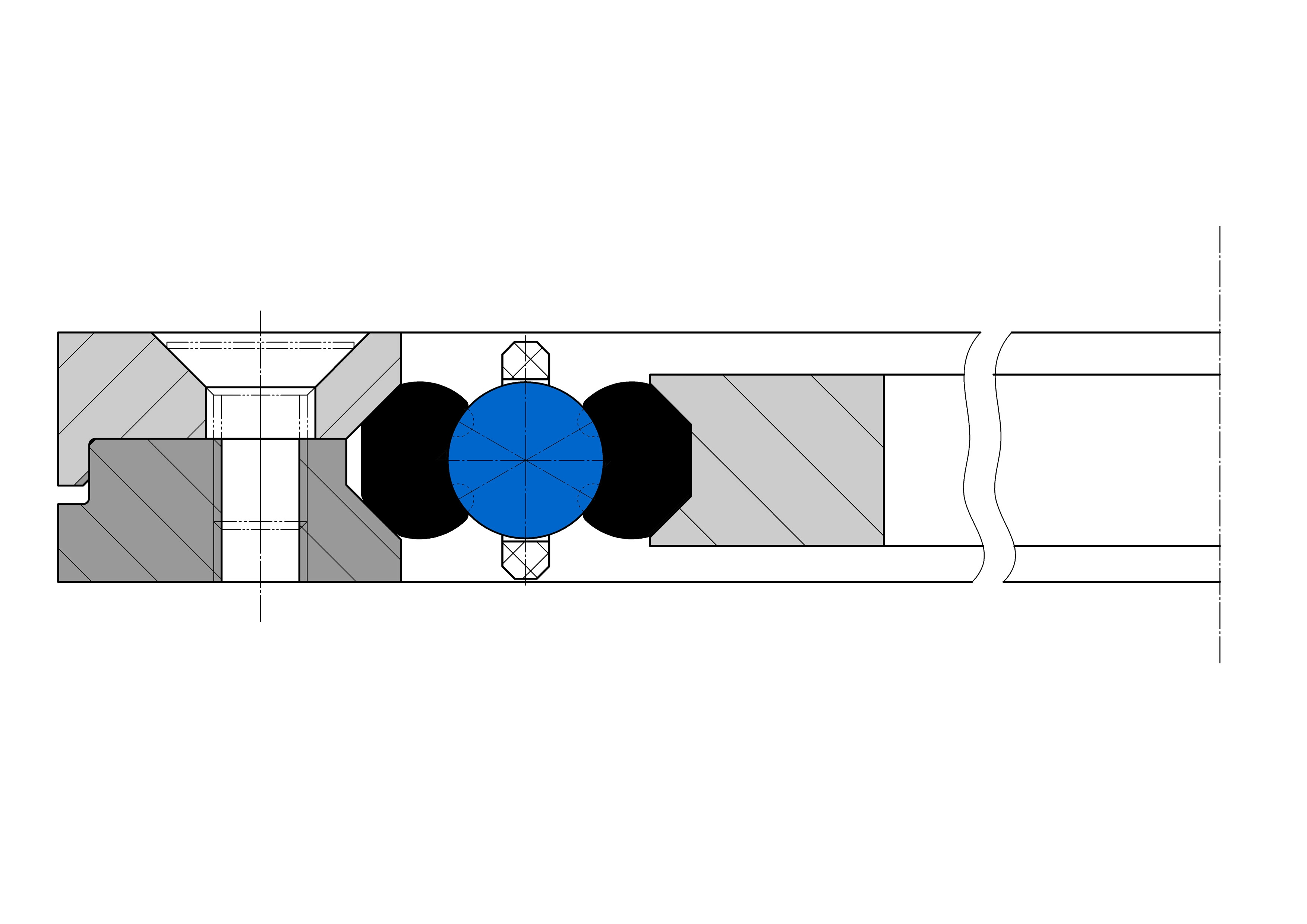
4-Punkt-Lager mit zwei Laufdrähten, vornehmlich zur Aufnahme radialer Kräfte.
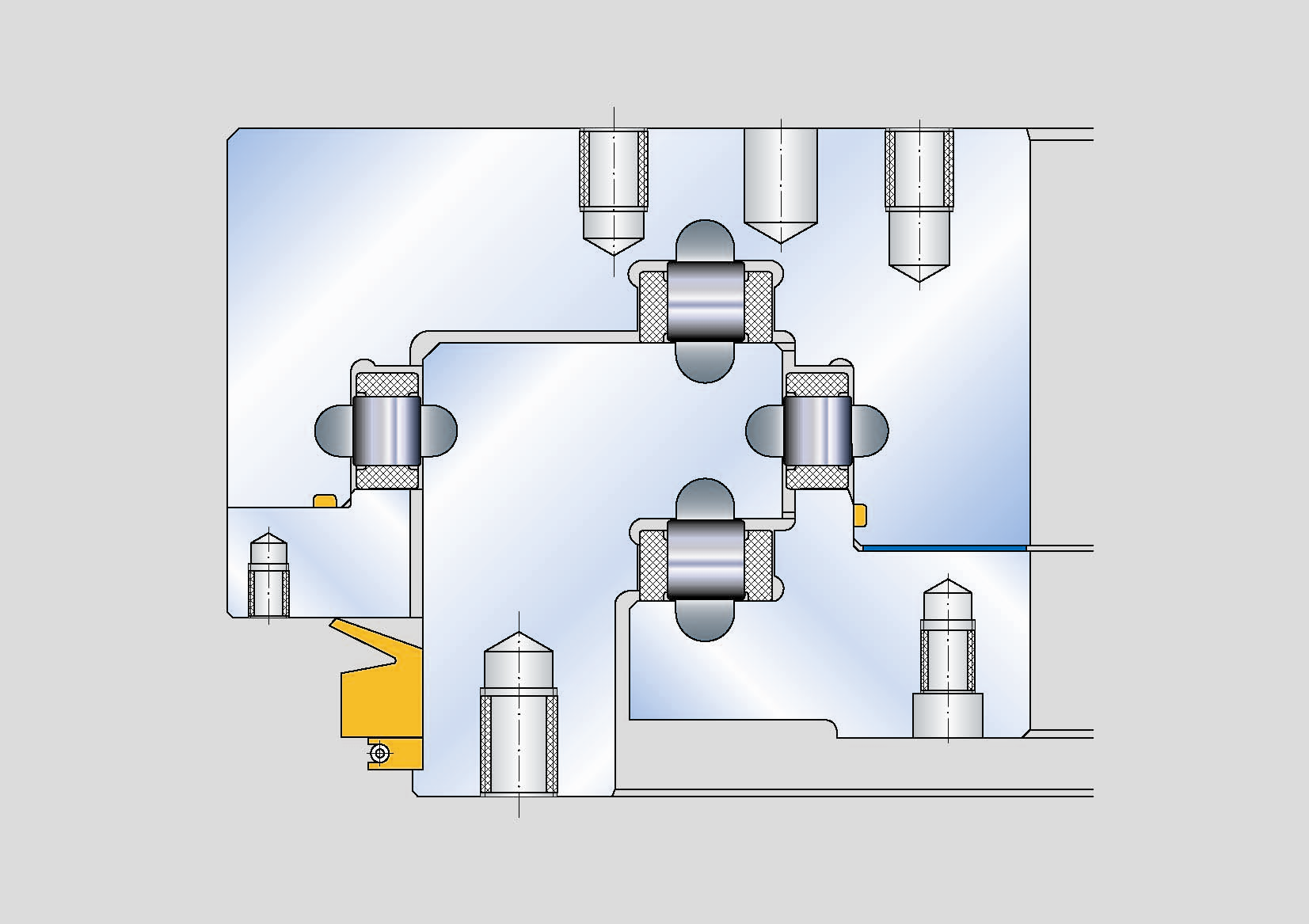
vierreihiges Drahtrollenlager
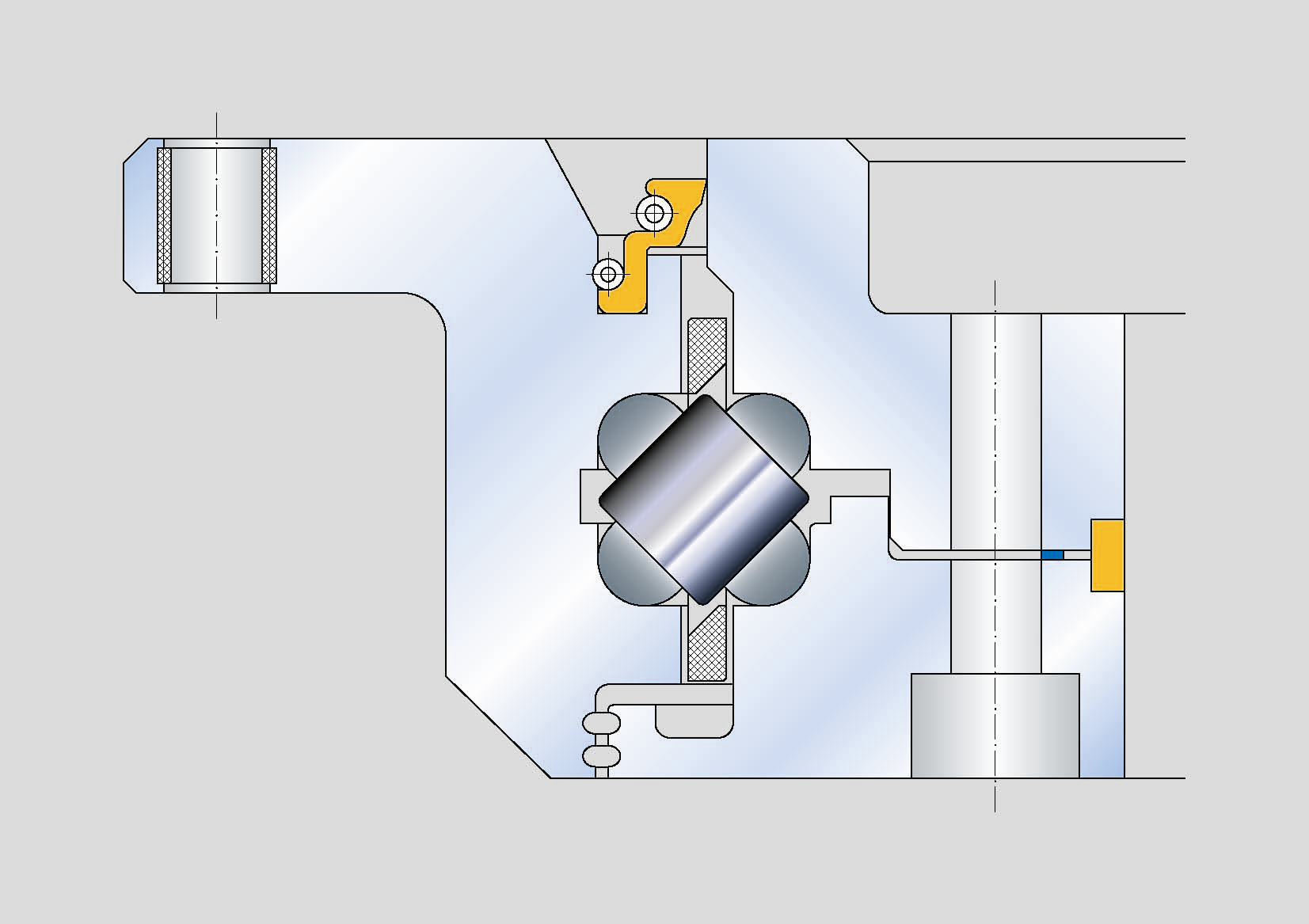
Drahtkreuzrollenlager.
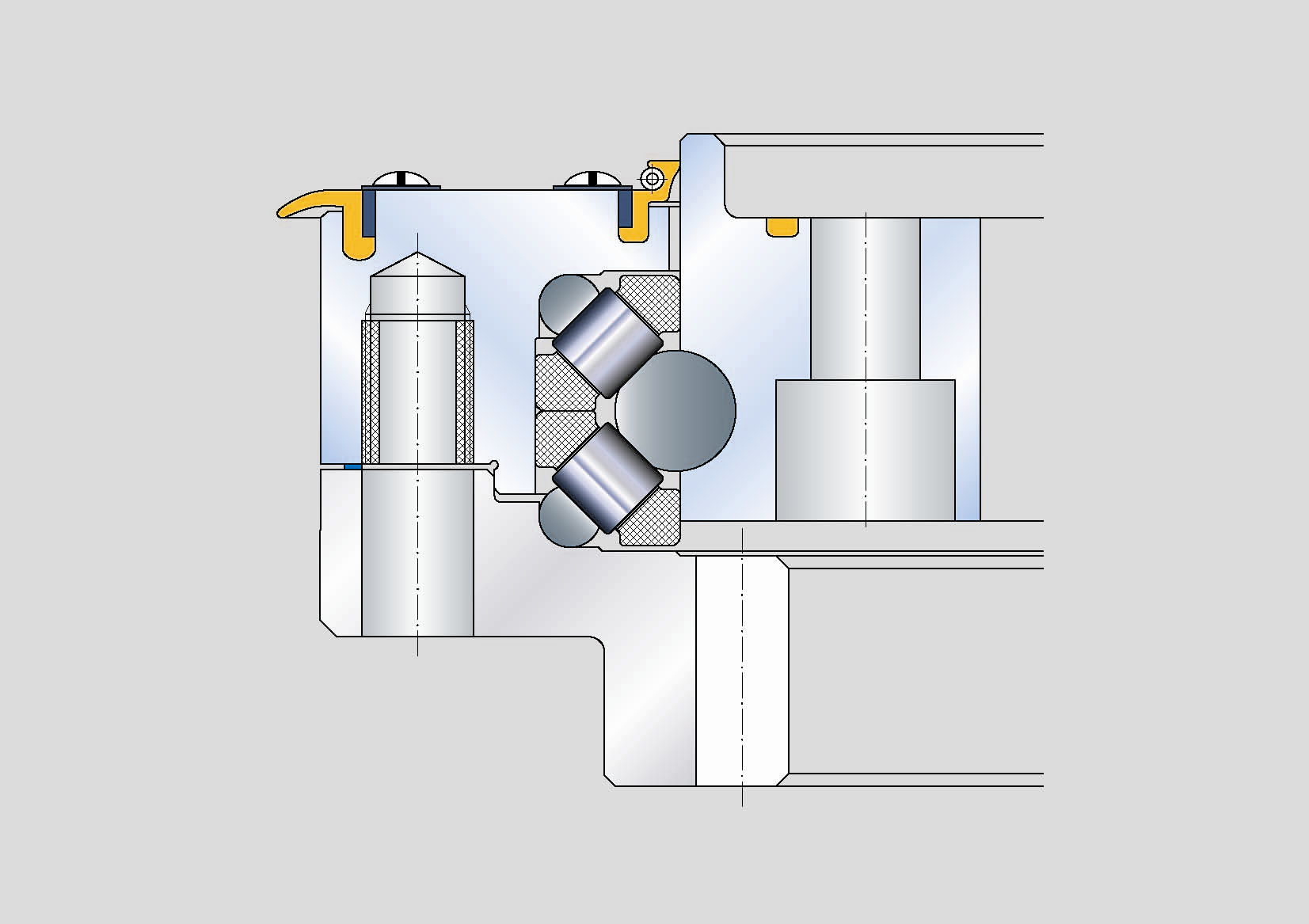
Dreidrahtlager.
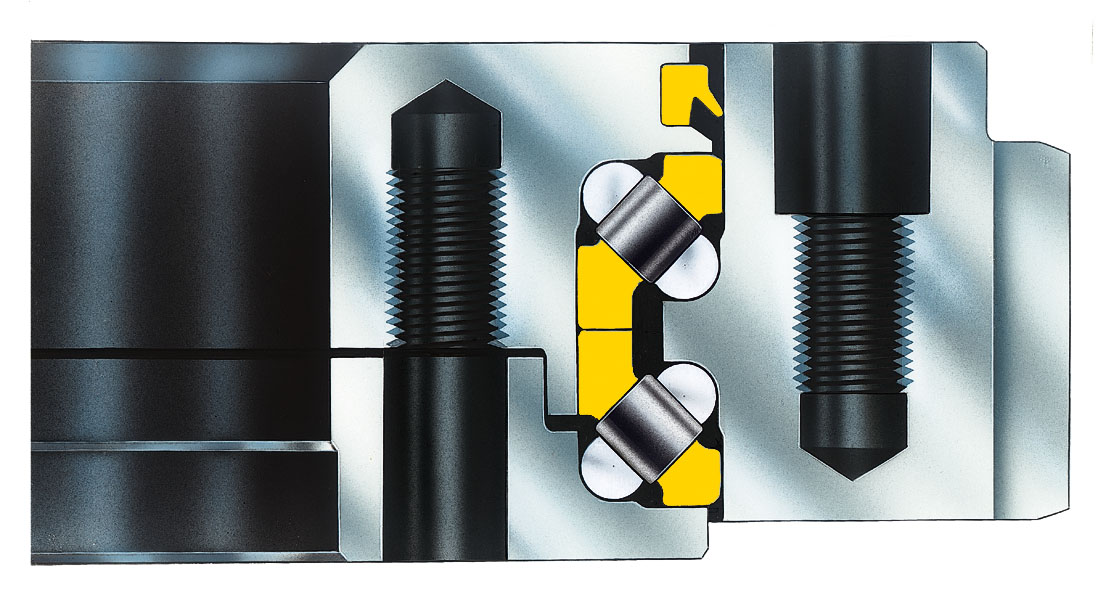
Zweireihiges Draht-schrägrollenlager.